# باول نوريس
باول نوريس (بالإنجليزية: Paul Norris)‏ هو رسام كارتون أمريكي، ولد في 26 أبريل 1914 في غرينفيل في الولايات المتحدة، وتوفي في 5 نوفمبر 2007 في أوسيانسيدي في الولايات المتحدة.

## وصلات خارجية
- باول نوريس على موقع IMDb (الإنجليزية)
- باول نوريس على موقع قاعدة بيانات الفيلم (الإنجليزية)